# Campionati norvegesi di sci alpino 2008
I Campionati norvegesi di sci alpino 2008 si sono svolti a Hafjell dal 26 marzo al 2 aprile. Il programma includeva gare di discesa libera, supergigante, slalom gigante, slalom speciale e supercombinata, tutte sia maschili sia femminili, ma i due supergiganti sono stati annullati.
Trattandosi di competizioni valide anche ai fini del punteggio FIS, hanno potuto partecipare anche sciatori di altre federazioni, senza che questo consentisse loro di concorrere al titolo nazionale norvegese.

## Risultati

### Uomini

#### Discesa libera
| Pos. | Atleta             | Nazione   | Tempo   |
| ---- | ------------------ | --------- | ------- |
| 1    | Hans Olsson        | Svezia    | 1:36,76 |
| 2    | Lars Elton Myhre   | Norvegia  | 1:37,61 |
| 3    | Lasse Kjus         | Norvegia  | 1:38,17 |
| 4    | Niklas Rainer      | Svezia    | 1:38,48 |
| 5    | Daniel Ericsson    | Svezia    | 1:38,79 |
| 5    | Jouni Pellinen     | Finlandia | 1:38,79 |
| 7    | Kristian Haug      | Norvegia  | 1:38,90 |
| 8    | Matts Olsson       | Svezia    | 1:38,91 |
| 9    | Espen Theodorsen   | Norvegia  | 1:39,14 |
| 10   | Ole Magnus Kulbeck | Norvegia  | 1:39,30 |

Data: 27 marzo

#### Supergigante
La gara, originariamente in programma il 30 marzo, è stata annullata.

#### Slalom gigante
| Pos. | Atleta                  | Nazione  | Tempo   |
| ---- | ----------------------- | -------- | ------- |
| 1    | Truls Ove Karlsen       | Norvegia | 2:21,70 |
| 2    | Kjetil Jansrud          | Norvegia | 2:21,95 |
| 3    | Markus Nilsen           | Norvegia | 2:22,79 |
| 4    | Petter Brenna           | Norvegia | 2:23,07 |
| 5    | Andreas Adde            | Norvegia | 2:23,25 |
| 6    | Leif Kristian Haugen    | Norvegia | 2:23,43 |
| 7    | Hermann Haver-Mathiesen | Norvegia | 2:23,73 |
| 8    | Kristian Haug           | Norvegia | 2:23,83 |
| 9    | Eian Sandvik            | Norvegia | 2:23,94 |
| 10   | Lars Elton Myhre        | Norvegia | 2:24,09 |

Data: 1º aprile

#### Slalom speciale
| Pos. | Atleta                  | Nazione  | Tempo   |
| ---- | ----------------------- | -------- | ------- |
| 1    | Truls Ove Karlsen       | Norvegia | 1:30,64 |
| 2    | Jonathan Nordbotten     | Norvegia | 1:31,64 |
| 3    | Leif Kristian Haugen    | Norvegia | 1:31,78 |
| 4    | Kristian Haug           | Norvegia | 1:31,98 |
| 5    | Petter Brenna           | Norvegia | 1:32,71 |
| 6    | Lars Sunde Løseth       | Norvegia | 1:34,30 |
| 7    | Martin Budal            | Norvegia | 1:34,40 |
| 8    | Jesper Riis-Johannessen | Norvegia | 1:34,52 |
| 9    | John Reidar Steen       | Norvegia | 1:34,61 |
| 10   | Bjørn Tore Staurset     | Norvegia | 1:34,74 |

Data: 2 aprile

#### Supercombinata
| Pos. | Atleta                  | Nazione  | Tempo   |
| ---- | ----------------------- | -------- | ------- |
| 1    | Petter Brenna           | Norvegia | 2:09,37 |
| 2    | Lars Elton Myhre        | Norvegia | 2:09,61 |
| 3    | Kjetil Jansrud          | Norvegia | 2:09,97 |
| 4    | Markus Nilsen           | Norvegia | 2:10,42 |
| 5    | Espen Lysdahl           | Norvegia | 2:10,55 |
| 6    | Eian Sandvik            | Norvegia | 2:10,76 |
| 7    | Espen Theodorsen        | Norvegia | 2:10,82 |
| 8    | John Reidar Steen       | Norvegia | 2:10,85 |
| 9    | Hermann Haver-Mathiesen | Norvegia | 2:11,31 |
| 10   | Jonathan Nordbotten     | Norvegia | 2:11,33 |

Data: 31 marzo

### Donne

#### Discesa libera
| Pos. | Atleta                    | Nazione  | Tempo   |
| ---- | ------------------------- | -------- | ------- |
| 1    | Thea Grosvold             | Norvegia | 1:43,87 |
| 2    | Lotte Smiseth Sejersted   | Norvegia | 1:45,12 |
| 3    | Marte Høie Gjefsen        | Norvegia | 1:45,38 |
| 4    | Anne Marie Müller         | Norvegia | 1:46,12 |
| 5    | Karoline Søvik Myklebust  | Norvegia | 1:46,58 |
| 6    | Charlotte Hansen-Tangen   | Norvegia | 1:46,67 |
| 7    | Ana Maria Stavem          | Norvegia | 1:46,97 |
| 8    | Kristin Graabak           | Norvegia | 1:47,22 |
| 9    | Marte Liahjell Ellingsen  | Norvegia | 1:47,37 |
| 10   | Hilde Solhaug Gudbrandsen | Norvegia | 1:47,63 |

Data: 27 marzo

#### Supergigante
La gara, originariamente in programma il 30 marzo, è stata annullata.

#### Slalom gigante
| Pos. | Atleta                  | Nazione  | Tempo   |
| ---- | ----------------------- | -------- | ------- |
| 1    | Lene Løseth             | Norvegia | 2:31,81 |
| 2    | Mona Løseth             | Norvegia | 2:32,69 |
| 3    | Thea Grosvold           | Norvegia | 2:33,91 |
| 4    | Nina Løseth             | Norvegia | 2:34,28 |
| 5    | Lotte Smiseth Sejersted | Norvegia | 2:34,53 |
| 6    | Therese Neergaard       | Norvegia | 2:34,62 |
| 7    | Chloe Margrethe Fausa   | Norvegia | 2:36,27 |
| 8    | Kristine Haugen         | Norvegia | 2:36,52 |
| 9    | Thea Hovde              | Norvegia | 2:36,74 |
| 10   | Tone Jersin Ansnes      | Norvegia | 2:36,79 |

Data: 1º aprile

#### Slalom speciale
| Pos. | Atleta                  | Nazione  | Tempo   |
| ---- | ----------------------- | -------- | ------- |
| 1    | Lene Løseth             | Norvegia | 1:32,09 |
| 2    | Nina Løseth             | Norvegia | 1:32,45 |
| 3    | Anne Marie Müller       | Norvegia | 1:33,28 |
| 4    | Anne Cecilie Brusletto  | Norvegia | 1:34,06 |
| 5    | Charlotte Hansen-Tangen | Norvegia | 1:34,07 |
| 6    | Carolina Nordh          | Svezia   | 1:34,28 |
| 7    | Ida Dillingøen          | Norvegia | 1:34,28 |
| 8    | Thea Hovde              | Norvegia | 1:34,29 |
| 9    | Thea Grosvold           | Norvegia | 1:34,46 |
| 10   | Sofie Hjorth            | Norvegia | 1:34,65 |

Data: 2 aprile

#### Supercombinata
| Pos. | Atleta                    | Nazione  | Tempo   |
| ---- | ------------------------- | -------- | ------- |
| 1    | Lene Løseth               | Norvegia | 2:15,38 |
| 2    | Nina Løseth               | Norvegia | 2:16,11 |
| 3    | Kristina Riis-Johannessen | Norvegia | 2:16,36 |
| 4    | Thea Grosvold             | Norvegia | 2:16,72 |
| 5    | Therese Neergaard         | Norvegia | 2:18,01 |
| 6    | Thea Hovde                | Norvegia | 2:18,26 |
| 7    | Tone Jersin Ansnes        | Norvegia | 2:18,98 |
| 8    | Joanna Gillisson          | Svezia   | 2:20,07 |
| 9    | Linn Vikre                | Norvegia | 2:20,52 |
| 10   | Emeline Fredriksen        | Norvegia | 2:20,84 |

Data: 31 marzo